# Крупнишки рид
Крупнишкият рид или Крупнишката планина е планински рид в северната част на Малешевска планина, част от Осоговско-Беласишката планинска група, в Област Благоевград.
Ридът с дължина 15 км и ширина от 3 до 8 км се простира в най-северната част на Малешевска планина в посока от югозапад на североизток и представлява най-високата част на планината. На север долината на Сушичка река (десен приток на Струма) го отделя от Влахина планина, а на юг долината на Брезнишка река (десен приток на Струма) – от останалата част на Малешевска планина. На изток живописният Кресненски пролом на Струма го отделя от Пирин.
Билото на рида на югозапад се издига на 1500 – 1700 м н.в., като на североизток постепенно се понижава и завършва в Симитлийската котловина, при северния вход на Кресненския пролом. Най-високата точка на рида е връх Ильов връх (Джамо, 1802,5 м), който е и най-високата точка на цялата Малешевска планина и е разположен в най-югозападната му част, на границата ни със Северна Македония при гранична пирамида № 51.
Изграден е от архайски и палеозойски метаморфни скали и гранити. Отводнява се от десните притоци на река Струма. Почвите са предимно кафяви горски и канелени горски. Преобладават буковите и благуново-церовите гори. Слабо развито горско стопанство и животновъдство.
По северното подножие на рида, по долината на Сушичка река са разположени селата Крупник, Полена и Сушица, а по южното подножие, по долината на Брезнишка река – село Горна Брезница.
По цялото му източно подножие, през Кресненския пролом, от село Крупник до град Кресна, на протежение от 16,3 км преминава участък от първокласен път № 1 от Държавната пътна мрежа Видин – София – Благоевград – ГКПП „Кулата“.

## Топографска карта
- Лист от карта K-34-83. Мащаб: 1 : 100 000.